# Grozdilovia
Grozdilovia es un género de foraminífero bentónico de la subfamilia Pseudofusulininae, de la familia Schwagerinidae, de la superfamilia Fusulinoidea, del suborden Fusulinina y del orden Fusulinida. Su especie tipo es Pseudofusulina ellipsoides. Su rango cronoestratigráfico abarca el Cisulariense (Pérmico inferior).

## Discusión
Clasificaciones más recientes incluyen Grozdilovia en la superfamilia Schwagerinoidea, y en la subclase Fusulinana de la clase Fusulinata. Algunas clasificaciones incluyen Grozdilovia en la familia Pseudofusulinidae. Clasificaciones previas hubiesen incluido Grozdilovia en la Subfamilia Schwagerininae.

## Clasificación
Grozdilovia incluye a las siguientes especies:
- Grozdilovia alba †
- Grozdilovia baschkirica †
- Grozdilovia composita †
- Grozdilovia correcta †
- Grozdilovia declinata †
- Grozdilovia decurta †
- Grozdilovia ellipsoides †
- Grozdilovia gareckyi †
- Grozdilovia ishimbajevi †
- Grozdilovia nenetskensis †
- Grozdilovia paracomposita †
- Grozdilovia postsulcata †
- Grozdilovia rauserae †
- Grozdilovia samjatini †
- Grozdilovia sulcata †
- Grozdilovia sulcatiformis †
- Grozdilovia venusta †

Otras especies consideradas en Grozdilovia son:
- Grozdilovia fecunda †, de posición genérica incierta
- Grozdilovia wellsensis †, de posición genérica incierta